# Melusine von der Schulenburg
Ehrengard Melusine von der Schulenburg (Emden, 25 de dezembro de 1667 — Kendal House, 10 de maio de 1743) foi uma nobre alemã, mais conhecida como amante do rei Jorge I da Grã-Bretanha.

## Família
Melusine foi a segunda filha e quarta criança nascida de Gustavus Adolphus, Barão de Schulenburg, conselheiro particular do Eleitorado de Brandemburgo e de sua primeira esposa, Petronella Ottilie von Schwencken.
Os seus avós paternos foram Matthias von der Schulenburg e Margarete Schenck von Flechtingen. Os seus avós maternos foram Johann Schwenken von Friesen e Anna Gertrud de Alten. 
Melusine teve oito irmãos, entre eles: Johann Matthias, um marechal que serviu nos exércitos da Saxônia e Veneza, Daniel Bodo, tenente-geral a serviço do Eleitorado da Saxônia, etc.
Após a morte de Petronella no parto de sua última filha, o pai de Melusine se casou com Anna Elisabeth von Stammer, e teve mais quatro filhos, incluindo Friedrich Wilhelm, que foi camareiro do amante da irmã, o eleitor Jorge de Hanôver, antes e depois de ele se tornar rei da Grã-Bretanha.

## Biografia
Em 1690, Melusine se tornou dama de companhia de Sofia de Hanôver, mãe de Jorge, e neta do rei Jaime VI da Escócia e I de Inglaterra. Devido a falta de herdeiros por parte da então princesa e futura rainha Ana da Grã-Bretanha, cujo último filho tinha morrido em 1700, Sofia se tornou a nova herdeira protestante ao trono britânico, com Jorge seguindo logo atrás dela.
Em 1691, Melusine se tornou amante de Jorge, tendo sido apresentada a ele por Clara Elisabeth von Platen, amante do pai de Jorge, Ernesto Augusto, Eleitor de Hanôver. Os jovens tinham muita coisa em comum, principalmente o amor por música e teatro. Jorge já era casado com Sofia Doroteia de Brunsvique-Luneburgo, porém, o casamento não era feliz, e quando a sua esposa tentou fugir com o amante, o conde Philip Christoph von Königsmarck, ela foi presa no Castelo de Alden Biesen onde passou o resto de sua vida, e o casamento foi dissolvido.  
Melusine e Jorge tiveram três filhas, Anna Luise Sophie, Petronilla Melusina, e Margarethe Gertrud, as quais eles eles nunca reconheceram publicamente como tal.  Anna Luise Sophie e Petronila Melusina eram oficialmente reconhecidas como filhas de Gertrud, irmã de Melusine, e de seu marido, Friedrich Achaz. Já Margarethe Gertrud, foi tida como filha de outra irmã, Sophia Juliane von Oeynhausen. Apesar de registradas como filhas de duas das irmãs de Melusine, ela permaneceram sob os cuidados da mãe biológica e foram criadas na corte. 

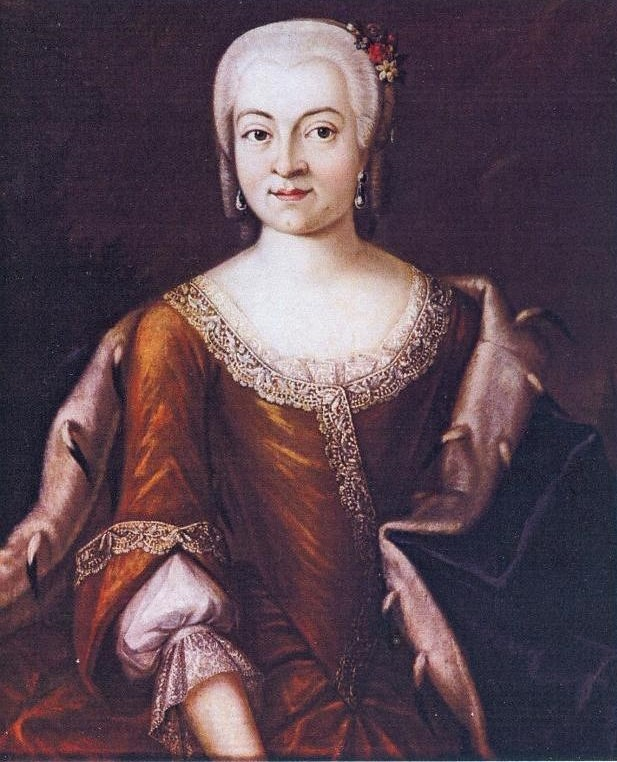
Retrato no Castelo de Neumühle, c. 1700.

Seguindo o divórcio e a ascensão do príncipe como eleitor de Hanôver em 1698, o casal passou a viver juntos abertamente, no Palácio de Göhrde. Ela começou a agir como a anfitriã do eleitor, dando festas e outros eventos sociais em Göhrde, e também nos Palácios de Herrenhausen e de Leineschloss. Assim, ela foi considerada a mulher mais importante em Hanôver, perdendo apenas para a mãe de seu amante, a eleitora Sofia, em importância. Ela também foi capaz de conquistar um bom relacionamento com os filhos legítimos de Jorge, que eram Sofia Doroteia de Hanôver e o futuro rei Jorge II da Grã-Bretanha, e mais tarde com a esposa do mesmo, Carolina de Ansbach. Ela também teve influência política, já que ministros e até membros da família procuravam consultá-la primeiro quando tinham assuntos delicados ou difíceis para abordar com o eleitor.
Com a morte da rainha Ana, em 1 de agosto de 1714, o eleitor Jorge se tornou o novo rei. Em 20 de setembro daquele ano, ele fez sua entrada em Londres com Melusine ao seu lado.Ela foi apelidada de "Maypole" pelos britânicos devido à sua altura e magreza, também sendo conhecida como "Espantalho" pelos alemães, enquanto que os jacobitas as chamavam de "Ganso", como aparece na canção popular "Cam Ye o'er frae France".
Em 1716, ela foi naturalizada britânica e lhes foram criados os títulos vitalícios de duquesa de Munster, condessa e marquesa de Dungannon e Baronesa de Dundalk, todos originários do Pariato da Irlanda, em 18 de julho de 1716. Alguns anos depois, em 19 de março 1719, também recebeu os títulos do Pariato da Grã-Bretanha de duquesa de Kendal, condessa de Feversham e baronesa de Glastonbury e Somerset, também para toda a vida. Além disso, a pedido do rei, o imperador Carlos VI do Sacro Império Romano-Germânico, em 1723, também lhe deu o título de princesa imperial de Eberstein, e a nobre ganhou seu próprio brasão. Ela continuou a agir como anfitriã, apesar de não ser a esposa do rei, embora houvessem rumores de que o rei tinha se casado secretamente com Melusine. No Palácio de Kensington, a duquesa tinha um apartamento de três andares de frente para os jardins, além de apartamentos no Palácio de St. James, onde residia com as filhas. Sobre Melusine, o primeiro-ministro, Robert Walpole, disse: "Ela foi tanto Rainha da Inglaterra como qualquer outra antes".
Assim como Melusine, a meia-irmã de Jorge, Sophia von Kielmansegg (que muitos acreditavam ser sua amante), também acompanhou o rei até a Inglaterra. As duas competiram pela influência e atenção do rei, e Sophia também recebeu títulos de condessa do pariato irlandês e britânico.
Apesar de seu papel de anfitriã ter sido reduzido devido ao desejo por privacidade do rei, e por conta do príncipe e princesa de Gales liderarem eventos sociais, ela ainda organizava festas privadas em seus apartamentos, para o rei e seu círculo íntimo. Após um conflito entre Jorge e o seu herdeiro, em 1717, ela teve de assumir um papel mais público novamente, para aumentar a visibilidade do rei na corte. Após a reconciliação entre pai e filho, ela novamente se retirou para os bastidores. Não obstante, o casal ainda fazia aparições públicas, pois os dois costumavam frequentar a ópera com suas filhas, e ela sempre acompanhava Jorge nas suas visitas em Hanôver.
Sua influência política permitiu que ela vendesse cargos e títulos públicos, obtendo uma grande quantia de dinheiro. No início da década de 1720, a duquesa desencadeou uma enorme crise política na Irlanda, quando ela vendeu a patente que lhe fora concedida pelo rei, que controlava a produção de cunhagem irlandesa para um metalúrgico de Birmingham chamado William Wood, que inundou o país com dinheiro desvalorizado.  Ela também recebeu £10.000, por conseguir a volta de Henry St John, 1.º visconde Bolingbroke do exílio.
Em 1726, quando Jorge foi informado da morte da primeira esposa, Sofia Doroteia (cujo nome jamais era mencionado na corte), ele proibiu que a corte ficasse de luto, e naquela mesma noite, o rei apareceu no teatro acompanhado pela duquesa Melusine. 
Em 3 de junho de 1727, o rei e a duquesa, junto a filha Petronilla Melusina, partiram numa viagem para Hanôver. Durante a jornada, Jorge sentiu-se mal e perdeu a consciência, tendo sofrido um derrame. Apesar disso, a comitiva decidiu prosseguir com a viagem, e o rei veio a falecer no Principado Episcopal de Osnabruque, em 11 de junho.
Graças ao seu papel de consorte não oficial do rei por muito anos, Melusine tinha ganho a admiração e respeito do novo rei, Jorge II, e de sua esposa, a rainha Carolina de Ansbach, e lhe foi permitido ficar de luto como viúva. A nova rainha lhe escreveu: "Meu primeiro pensamento, minha querida Duquesa, foi para você... eu conheço bem a sua devoção e amor pelo falecido Rei... eu espero que perceba que eu sou sua amiga."
Devastada pelo luto, Melusine retornou a Inglaterra, onde Jorge tinha cuidado de suas necessidades financeiras. Em 1728, ela usou a herança deixada pelo amante para comprar uma casa próximo ao Rio Tâmisa, a qual ela chamou de Kendal House, devido ao seu título nobiliárquico. Melusine viveu o resto de sua vida na residência, na companhia de uma grande ave, provavelmente um corvo, o qual ela acreditava ser a alma reencarnada de seu amado. Ela faleceu em 10 de maio de 1743, aos 75 anos, e foi enterrada na Capela Grosvenor, em Londres.

## Descendência
- Anna Luise Sophie (janeiro de 1692 – 1773), [9] condessa de Delitz, foi casada com Ernst August Philipp von dem Busshe-Ippenburg, de quem se divorciou mais tarde. Não teve filhos;
- Petronilla Melusina (c. 1693 – 16 de setembro de 1778), [10] condessa de Walsigham e baronesa de  Aldborough. Foi esposa de Philip Stanhope, 4.º Conde de Chesterfield, mas não teve filhos com ele. Porém, pode ter sido mãe de Benedict Swingate Calvert, fruto de um possível relacionamento com Charles Calvert, 5.° Barão Baltimore;
- Margarethe Gertrud (1703 – 1773),[11] foi a primeira esposa de Alberto Wolfgang, conde de Eschaumburgo-Lipa, com quem teve dois filhos;